# She-Hulk: Attorney at Law
She-Hulk: Attorney at Law (tạm dịch tiếng Việt: Nữ khổng lồ xanh: Luật sư chuyên nghiệp) là bộ phim truyền hình ngắn tập Mỹ được viết bởi Jessica Gao và phát hành trên mạng lưới xem phim Disney+ dựa trên nhân vật She-Hulk của Marvel Comics. Đây được dự định là loạt phim truyền hình thứ tám trong Vũ trụ Điện ảnh Marvel (MCU) do Marvel Studios sản xuất, chia sẻ tính liên tục với các phim của loạt phim này. Phim theo chân Jennifer Walters, một luật sư chuyên về các vụ án liên quan đến những siêu nhân, người cũng trở thành siêu anh hùng xanh She-Hulk. Gao giữ vai trò biên kịch cùng Kat Coiro lãnh đạo nhóm đạo diễn. 
Tatiana Maslany đóng vai Jennifer Walters / She-Hulk, cùng với Mark Ruffalo, Ginger Gonzaga, Jameela Jamil, Josh Segarra, Jon Bass, Renée Elise Goldsberry, Tim Roth, Benedict Wong và Charlie Cox. She-Hulk được công bố vào tháng 8 năm 2019, với Gao được thuê vào tháng 11. Coiro tham gia đạo diễn nhiều tập phim vào tháng 9 năm 2020, và Maslany được chọn. Đến tháng 12, Roth và Ruffalo đã tham gia dàn diễn viên và Anu Valia cũng được chọn làm đạo diễn. Quá trình quay phim bắt đầu vào giữa tháng 4 năm 2021 tại Los Angeles và Atlanta, Georgia, và kéo dài đến giữa tháng 8. Phụ đề cho bộ phim đã được thêm vào tháng 5 năm 2022.
She-Hulk: Attorney at Law phát hành vào ngày 18 tháng 8 năm 2022 và bao gồm 9 tập, kết thúc vào ngày 13 tháng 10. Phim sẽ là một phần của Giai đoạn Bốn của MCU, là loạt phim truyền hình cuối cùng của giai đoạn 4.

## Tiền đề
Jennifer Walters có một cuộc sống phức tạp khi là một luật sư độc thân ở độ tuổi 30, người cũng trở thành siêu anh hùng xanh lá She-Hulk cao 6 feet 7 inch (2,01 mét).

## Diễn viên
- Tatiana Maslany trong vai Jennifer Walters / She-Hulk:
Một luật sư của công ty GLK & H, người chuyên giải quyết các vụ án liên quan đến siêu nhân và trở thành một phiên bản màu xanh lá cây, mạnh mẽ, cao 6 foot 7 inch (2,01 mét) của chính cô ấy, tương tự như anh họ của cô ấy là Bruce Banner,[2][3] sau khi vô tình bị nhiễm chéo máu của anh ấy. Maslany gọi nhân vật này là "phản đề của hầu hết các câu chuyện về siêu anh hùng" vì Walters không muốn khả năng của cô. Cô ấy tiếp tục rằng Walters có một "yếu tố tuyệt vời của sự phủ nhận ở cô ấy mà có thể liên quan", và Maslany đã cố gắng từ chối những thay đổi trong nhân vật càng lâu càng tốt để tạo ra một "sự căng thẳng vui vẻ" giữa Walters và She-Hulk, mà cô mô tả là sự kết hợp của "âm thanh hữu cơ và điện, loại âm thanh công nghiệp có cảm giác được kết nối với She-Hulk". Cô cũng thích tính hai mặt của một "người phụ nữ chiếm giữ hai cơ thể khác nhau", đặc biệt là vì nền văn hóa hiện đại có nỗi ám ảnh về cơ thể phụ nữ và cảm thấy lời bình luận trong bộ truyện là "rất cổ hủ" và "mang nhiều sắc thái thú vị". Biên kịch chính Jessica Gao muốn tạo ra một nhân vật có "cuộc sống sung túc" sau đó phải đối mặt với việc bất ngờ bổ sung siêu năng lực vào cuộc sống của cô ấy,  khám phá phản ứng cảm xúc và tinh thần của cô ấy. Một người phụ nữ cao 6 foot 7 inch (2,01 mét) thực tế đã được sử dụng trên phim trường như một tài liệu tham khảo và thân hình gấp đôi cho She-Hulk. Đạo diễn Kat Coiro và Maslany đã có thể tìm hiểu cách Arrayah "di chuyển khắp thế giới" ở đỉnh cao của cô ấy cũng như những khó khăn mà cô ấy phải đối mặt.
- Jameela Jamil trong vai Mary MacPherran / Titania:
Một người có ảnh hưởng trên mạng xã hội với sức mạnh đáng kinh ngạc, người bị ám ảnh bởi She-Hulk, cuối cùng trở thành đối thủ của cô.  Gao muốn hiện đại hóa nhân vật và mang đến cho cô ấy "sự phức tạp hơn một chút", hướng đến việc quan tâm đến truyền thông xã hội và duy trì thương hiệu của cô ấy. Jamil mô tả nhân vật này thật khó chịu và kỳ quặc, nói rằng cô ấy "gần như không cần sử dụng sức mạnh của mình; cô ấy có thể làm bạn khó chịu đến chết". Cô ấy nói thêm rằng nhân vật là "tất cả lòng tự ái và cái tôi", người tin rằng mình là người phụ nữ mạnh nhất trên thế giới trước khi bị She-Hulk làm nhục công khai, điều này khiến Titania có mối hận thù với She-Hulk. Titania không được xuất hiện nổi bật trong những tập đầu của bộ truyện vì các nhà văn "muốn gieo mầm cho cô ấy vào đó" như một cách để "bảo tồn" khỏi truyện tranh rằng cô ấy là người như thế nào" để hạ gục cô ấy và không bao giờ cố gắng phá hủy hoàn toàn. Jamil được đào tạo về jiu-jitsu, kickboxing và kung fu cho phim này.
- Ginger Gonzaga trong vai Nikki Ramos:
Một luật sư và bạn thân nhất của Walters. Về mối quan hệ của họ, Maslany nói, "Nikki Ramos là một người rất cần thiết để ở bên. Jen có thể bị thương khá chặt và tập trung vào công việc là đặc điểm xác định duy nhất của cô ấy. Nikki luôn nhắc nhở cô ấy rằng có một cuộc sống ngoài công việc và nắm lấy khía cạnh She-Hulk của bản thân — điều mà Jen cũng rất phản kháng. Vì vậy, Nikki lôi kéo cô ấy ra và giúp cô ấy cảm thấy rằng She-Hulk cũng có thể là một phần trong danh tính của cô ấy."
- Mark Ruffalo trong vai Bruce Banner / Smart Hulk:
Một Avenger, nhà khoa học thiên tài, và là anh họ của Walters, vì tiếp xúc với bức xạ gamma, thường biến thành quái vật khi tức giận hoặc kích động, nhưng từ đó đã tìm cách cân bằng hai mặt của mình bằng thí nghiệm gamma, cho phép anh ta kết hợp trí thông minh của mình với sức mạnh và tầm vóc thể chất của Hulk.[3] Hiện đang sống ngoài vùng ở Mexico, Banner tự mình huấn luyện Walters trở thành siêu anh hùng, bắt đầu từ "một ý tưởng cho rằng trải nghiệm của cô ấy sẽ giống hệt như của anh ấy", cuối cùng nhận ra rằng trải nghiệm của cô ấy là khác nhau "về thể chất, nghĩa đen và tinh thần vì cách họ hoạt động khác nhau trên thế giới như đàn ông và phụ nữ". Đạo diễn Kat Coiro thích thú khi thấy Banner "hoàn toàn bị loại khỏi cuộc chơi" khi dạy Walters và nhận ra rằng cô ấy cũng có thể dạy anh ta.
- Josh Segarra trong vai Augustus "Pug" Pugliese:
Một thành viên của đội pháp lý tại GLK & H, người làm việc với Walters và Nikki. Segarra nói rằng Pugliese quan tâm đến đồng nghiệp của mình vì họ "coi anh ta là một phần của gia đình họ", và ủng hộ Walters khi cô ấy là She-Hulk hay không.
- Mark Linn-Baker trong vai Morris Walters: Cha của Walters và chú của Banner.
- Tess Malis Kincaid trong vai Elaine Walters: Mẹ của Walters và dì của Banner.
- Tim Roth trong vai Emil Blonsky / Abomination:
Một cựu sĩ quan gốc Nga trong Lực lượng Biệt kích Thủy quân lục chiến Hoàng gia Anh, người đã kết hợp huyết thanh siêu chiến binh và bức xạ gamma để biến thành một con quái vật hình người mạnh như Hulk sau thí nghiệm.[3] Anh ta là một trong những khách hàng của Walters,  người trở thành chủ nhân của khóa tu dưỡng sinh Summer Twilights sau khi cải tạo.  Coiro mô tả Blonsky là "nhân vật rất khôn lanh - anh ta không nhất thiết phải đáng tin cậy và bạn có cảm giác rằng anh ta là một kẻ lừa đảo". Bởi vì nhân vật được thực hiện theo "một hướng rất khác" so với vai diễn đầu tiên của Roth trong Người khổng lồ xanh phi thường (2008), anh không tiếp cận vai diễn như một sự trả thù của nhân vật mà là tìm một phiên bản mới để "chơi xung quanh đó". Roth rất thích có thể ứng biến với nhân vật và khám phá tính trung thực của anh ta và liệu anh ta có thực sự được cải tạo hay không.
- Megan Thee Stallion trong vai một phiên bản hư cấu của chính cô, người trở thành một trong những khách hàng của Walters. Stallion cũng xuất hiện với tư cách là Runa đang đóng giả cô ấy.
- Benedict Wong trong vai Wong:
Phù thủy tối thượng, người trước đây đã tham gia một giải đấu trong lồng với Blonsky như một phần trong quá trình huấn luyện của anh ấy. Gao rất thích để Wong "vui vẻ và trở thành một phần của một điều ngớ ngẩn khi vũ trụ không bị đe dọa" trong bộ phim so với các màn trình diễn trước đây của anh ấy, nơi anh ấy kịch tính hơn.
- Renée Elise Goldsberry trong vai Mallory Book:
Một luật sư tại GLK&H, người bị Walters đe dọa trở thành người đứng đầu mới của bộ phận luật siêu phàm. Goldsberry nói rằng Book có rất nhiều áp lực đối với cô ấy để đạt được sự hoàn hảo, và sau khi ban đầu coi Walters là một mối đe dọa, Book tìm thấy "giá trị nào đó" trong mối quan hệ với cô ấy sau khi nhìn thấy con người của cô ấy.
- Jon Bass trong vai Todd Phelps:
Một người cầu hôn tiềm năng cho Walters, người gần đây đã quyết định thử hẹn hò trực tuyến. Bass mô tả Todd là một "tỷ phú ăn chơi từ thiện douchebag" đang tìm cách bắt chước Tony Stark "nhưng lại xuất thân là Jon Bass", nói thêm rằng Todd "quen với việc có được bất cứ thứ gì anh ta muốn, nhưng anh ta là một kẻ giết người bắt đầu xuất hiện ở khắp mọi nơi". Đồng điều hành nhà sản xuất Wendy Jacobson cho biết nhân vật này là một bình luận xã hội về thói trăng hoa, hủy bỏ văn hóa và "quan điểm không công bằng đối với phụ nữ".
- Rhys Coiro trong vai Donny Blaze: Một pháp sư và cựu học viên của Nghệ thuật Huyền bí, người làm việc tại Lâu đài Huyền bí.
- Griffin Matthews trong vai Luke Jacobson: Một nhà thiết kế thời trang chuyên về các bộ quần áo siêu anh hùng, người đã xây dựng một tủ quần áo mới cho Walters 'khi cô chuyển sang và từ dạng She-Hulk của mình.
- Patti Harrison trong vai Lulu: Bạn cũ của Walters từ thời trung học, người mời cô làm phù dâu trong đám cưới của mình.
- Steve Coulter trong vai Holden Holliway: Một cộng sự tại GLK & H và là ông chủ của Walters.
- Charlie Cox trong vai Matt Murdock / Daredevil:
 Một luật sư mù từ Hell's Kitchen, New York, người sống cuộc sống hai mặt với tư cách là một người cảnh giác đeo mặt nạ. Maslany gọi Walters và Murdock là bạn thân, trong khi Coiro nói hai người "hợp nhau về trí tuệ". Gao nói rằng họ có điểm chung là đều là luật sư và cũng là siêu anh hùng. Các nhà biên kịch ban đầu tin rằng họ sẽ không thể giới thiệu nhân vật này trong loạt phim, và cuối cùng họ được thông báo rằng hãng phim có thể sử dụng nhân vật này khi Cox trở lại vai diễn trong loạt phim truyền hình Netflix của Marvel. Với sự góp mặt của Murdock trong bộ truyện cho phép các nhà biên kịch để nhân vật này "chơi theo tông" của bộ truyện và khám phá một "khía cạnh nhẹ nhàng hơn" của anh ta từ những chân dung đen tối của anh ta trước đây, trong khi vẫn trung thành với nhân vật như anh ta xuất hiện trong truyện tranh.
- Brandon Stanley trong vai Eugene Patilio / Leap-Frog: Con trai của một khách hàng GLK & H giàu có, người cố gắng trở thành một chiến binh tội phạm trong bộ trang phục theo chủ đề ếch.

Các ngôi sao khách mời khác bao gồm Drew Matthews trong vai Dennis Bukowski, một luật sư của văn phòng Biện lý Quận Los Angeles, Nicholas Cirillo trong vai Ched, anh họ của Walters, Peg O'Keef trong vai Runa, một người hay thay đổi hình dạng Light Elf từ New Asgard, kẻ đã lừa dối Bukowski bằng cách mạo danh Megan Thee Stallion, Patty Guggenheim trong vai Madisynn King, một nạn nhân say xỉn của phép thuật của Blaze, người trở thành bạn của Wong, Leon Lamar trong vai Cornelius P. Willows, phụ tá của Blaze, David Otunga trong vai Derek, một trong những người hẹn hò của Walters, và Trevor Salter trong vai Josh Miller, một người đàn ông giả vờ hẹn hò với Walters để lấy trộm mẫu máu của cô cho Intelligencia và một cá nhân được gọi là "HulkKing".
Các nhân vật truyện tranh được giới thiệu trong loạt phim bao gồm Wrecking Crew, một nhóm tội phạm bốn người sử dụng các công cụ xây dựng nâng cao của Asgard đã bị đánh cắp làm vũ khí với các thành viên bao gồm Nick Gomez trong vai Wrecker và Justin Eaton trong vai Thunderball; David Pasquesi trong vai Craig Hollis / Mr. Immortal, một siêu nhân không có khả năng chết, người đã đến GLK&H để giúp anh ta giải quyết vụ ly hôn của nhiều người vợ / chồng của mình; Nathan Hurd trong vai Man-Bull, một con lai giữa người và bò từ một thí nghiệm khoa học đã bị sai; Joseph Castillo-Midyett trong vai El Águila, một người tự xưng là kẻ ăn cắp vặt có khả năng tạo ra các vụ nổ điện xuyên qua các vật thể; Terrence Clowe trong vai ma cà rồng Saracen; và Jordan Aaron Ford trong vai Porcupine, một cá nhân liên tục mặc trang phục gợi nhớ đến một con nhím.

## Các tập phim
| TT. | Tiêu đề                                             | Đạo diễn  | Biên kịch                               | Ngày phát sóng gốc   |
| --- | --------------------------------------------------- | --------- | --------------------------------------- | -------------------- |
| 1 | "A Normal Amount of Rage"                           | Kat Coiro | Jessica Gao                             | 18 tháng 8 năm 2022  |
| Trước một phiên tòa, luật sư Jennifer Walters kể cho người xem về một sự cố cách đây vài tháng, nơi cô và anh họ Bruce Banner bị một phi thuyền Sakaar chặn và đâm xe của họ. Trong khi cố gắng đưa Banner đến nơi an toàn, Walters đã bị nhiễm phóng xạ chéo bởi máu của anh ta, khiến cô biến thành Hulk. Sau đó, Walters được đưa đến phòng thí nghiệm bí mật của Banner ở Mexico, nơi anh giải thích tình trạng di truyền đặc biệt của cô và đề nghị giúp cô kiểm soát sức mạnh của mình. Mặc dù cô ấy có thể dễ dàng xử lý chế độ luyện tập của Banner, cô ấy bày tỏ sự không hài lòng về ý tưởng trở thành một siêu anh hùng và từ bỏ cuộc sống bình thường của mình. Cô định bỏ đi, nhưng bị Banner ngăn lại, và cả hai ẩu đả. Banner miễn cưỡng chấp nhận mong muốn của Walters và chia tay cô. Quay trở lại hiện tại, vụ án mà Walters có liên quan bị gián đoạn bởi Titania. Walters biến hình trước mặt mọi người có mặt và dễ dàng đánh bại cô ta. |                                                     |           |                                         |                      |
| 2 | "Superhuman Law"                                    | Kat Coiro | Jessica Gao                             | 25 tháng 8 năm 2022  |
| Sau thất bại của Titania, Walters nổi tiếng với tư cách là một siêu anh hùng mới được công khai mệnh danh là "She-Hulk", khiến cô rất thất vọng. Tuy nhiên, cô ấy bị sa thải khỏi văn phòng luật sư quận vì thua kiện. Sau nhiều lần thất bại trong việc tìm kiếm công việc mới, Walters được Holden Holliway của Goodman, Lieber, Kurtzberg & Holliway (GLK&H) đề nghị làm người đứng đầu Bộ phận Luật Siêu nhân mới của họ. Walters chấp nhận với điều kiện họ phải thuê người bạn thân nhất của cô, Nikki Ramos, làm hộ lý cho cô. Vào ngày đầu tiên của cô ấy, Walters biết rằng Holliway muốn cô ấy làm She-Hulk toàn thời gian và trường hợp đầu tiên của cô ấy là đại diện cho Emil Blonsky để được ân xá. Mặc dù ban đầu miễn cưỡng tham gia vụ án do Blonsky đã cố gắng giết Banner trong quá khứ, Walters gặp Blonsky trong tù để nghe lời cầu xin của anh ta. Sau đó cô liên lạc với Banner và cũng nhận được lời chúc phúc của anh để đại diện cho Blonsky, không biết rằng Banner đang du hành trong không gian trên con tàu vũ trụ Sakaar. Walters gọi cho Holliway để thụ lý vụ án, nhưng sau đó biết được từ một bản tin rằng Blonsky đã trốn thoát khỏi nhà tù và tham gia vào một câu lạc bộ chiến đấu ngầm với Wong.                                                  |                                                     |           |                                         |                      |
| 3 | "The People vs. Emil Blonsky"                       | Kat Coiro | Francesca Gailes & Jacqueline J. Gailes | 1 tháng 9 năm 2022   |
| Walters đối mặt với Blonsky, người giải thích rằng anh ta đã rời khỏi phòng giam của mình bởi Phù thủy Tối thượng Wong và anh ta sẵn sàng quay trở lại nhà tù sau đó. Trong khi cô cố gắng liên lạc với Wong, tin tức về việc cô được bổ nhiệm làm luật sư của Blonsky đã làm dấy lên cuộc tranh cãi công khai. Đồng nghiệp cũ của cô, Dennis Bukowski, tiếp cận Bộ phận Pháp luật Siêu nhân cho một vụ án liên quan đến bạn gái cũ của anh ta, Runa, một Light Elf thay đổi hình dạng từ New Asgard, người đã lừa dối anh ta bằng cách mạo danh Megan Thee Stallion, được giao cho đồng nghiệp của Walters là Augustus "Pug" Pugliese. Wong gặp Walters và đồng ý làm chứng tại phiên điều trần tạm tha cho Blonsky, trong đó Blonsky thể hiện khả năng kiểm soát của mình với tư cách là Abomination. Trong khi Walters giúp Pug thắng kiện, Blonsky được tạm tha, nhưng bị cấm biến hình lần nữa. Sau khi tham gia một cuộc phỏng vấn trên truyền hình để kể về câu chuyện của mình, Walters bị tấn công bởi bốn người đàn ông được trang bị thiết bị xây dựng của người Asgard, những người được một khách hàng giấu tên thuê để lấy trộm một mẫu máu của cô. Walters đánh lại chúng và chúng rút lui, thất bại trong nhiệm vụ của mình.                                             |                                                     |           |                                         |                      |
| 4 | "Is This Not Real Magic?"                           | Kat Coiro | Melissa Hunter                          | 8 tháng 9 năm 2022   |
| Donny Blaze, một pháp sư ở Lâu đài Huyền bí, người đã bị trục xuất khỏi Kamar-Taj vì việc sử dụng sức mạnh của mình một cách phi đạo đức, đã gửi một khán giả tên là Madisynn đến một chiều không gian khác, nơi cô ấy thực hiện một thỏa thuận với một con quỷ trước khi được chuyển đến nhà của Wong ở Kamar-Taj. Wong tiếp cận Walters và nhờ cô ấy giúp làm gương Blaze để những người như anh ta không thể lạm dụng Bí Thuật, vì vậy họ khởi kiện anh ta và chủ sở hữu của Lâu đài Huyền bí là Cornelius P. Willows. Trong khi đó, Walters tạo một hồ sơ trên một ứng dụng hẹn hò với hy vọng mở rộng cuộc sống xã hội của mình, nhưng không mấy thành công cho đến khi cô ấy thay đổi nó thành hồ sơ cho She-Hulk. Blaze vô tình giải phóng một bầy quỷ tại một trong những buổi biểu diễn của anh ta, nhưng Wong và Walters đã có thể ngăn chặn chúng trước khi cô ấy đe dọa Blaze và Willows tuân thủ lệnh ngừng hoạt động của cô ấy. Ngày hôm sau, Walters biết rằng Titania đã được trả tự do và đang đệ đơn kiện cô, đã đăng ký nhãn hiệu là "She-Hulk". |                                                     |           |                                         |                      |
| 5 | "Mean, Green, and Straight Poured into These Jeans" | Anu Valia | Dana Schwartz                           | 15 tháng 9 năm 2022  |
| Titania đã đăng ký nhãn hiệu "She-Hulk" cho một dòng sản phẩm làm đẹp mới, khiến Walters tức giận. Holliway cảnh báo Walters rằng cô ấy cần phải giải quyết tình huống nhanh chóng, và giao cho Mallory Bookvới tư cách là luật sư của cô ấy cho vụ việc. Nikki và Pug nảy ra kế hoạch mua lại bộ trang phục siêu anh hùng cho Walters từ Luke Jacobson, một thợ may cực kỳ độc quyền, trong khi Book và Walters quyết định kiện Titania với hy vọng lấy lại thương hiệu She-Hulk. Walters khó chịu khi phát hiện ra rằng Todd, một trong những cuộc hẹn hò không thành công của cô, cũng là khách hàng tại công ty của cô, nhưng điều này giúp cô nhận ra rằng cô có thể sử dụng lịch sử ứng dụng hẹn hò của mình để thiết lập hồ sơ quá khứ xác định cô là She-Hulk trước khi Titania thử để đạt được nhãn hiệu. Với những lời khai về những ngày trong quá khứ của cô ấy, Walters thắng kiện và cô ấy thiết lập một tình bạn dự kiến với Book. Walters sau đó mua lại những bộ trang phục tùy chỉnh mới của cô ấy từ Jacobson. |                                                     |           |                                         |                      |
| 6 | "Just Jen"                                          | Anu Valia | Kara Brown                              | 22 tháng 9 năm 2022  |
| Walters được mời làm phù dâu trong đám cưới của người bạn cũ của cô Lulu. Tuy nhiên, khi cô đến, cô thất vọng khi thấy Lulu muốn cô trình bày như một người bình thường thay vì She-Hulk và phải chịu đựng nhiều nhiệm vụ trước đám cưới. Tệ hơn nữa, Titania có mặt khi cô đang hẹn hò với một trong những chú rể của Lulu. Walters gắn kết với Josh, một người bạn của chú rể, nhưng Titania tấn công cô, muốn cô biến mất. Sau một cuộc chiến ngắn, Titania bị phá vỡ và rời đi trong giận dữ. Trong khi đó, Book và Ramos làm việc trong một vụ án ly hôn cho một siêu nhân tên là "Ngài Bất Tử", người đã nhiều lần giả mạo cái chết của mình để thoát khỏi một số cuộc hôn nhân. Hợp nhất vấn đề, tám người phối ngẫu trước đây của anh ta đều phù hợp với anh ta khi biết bí mật của anh ta thông qua một video trực tuyến hiển thị sức mạnh của anh ta bị rò rỉ bởi một trang web có tên Intelligencia. Sau khi giải quyết vụ việc, Book và Nikki phát hiện ra một số mối đe dọa chết chóc nhắm vào She-Hulk trên bảng tin của Intelligencia, được duy trì bởi một cá nhân được gọi là "HulkKing". Trong một diễn biến khác, các nhà khoa học làm việc cho "HulkKing" theo dõi Walters và lên kế hoạch cho một nỗ lực khác để lấy cắp một mẫu máu từ cô ấy.                      |                                                     |           |                                         |                      |
| 7 | "The Retreat"                                       | Anu Valia | Zeb Wells                               | 29 tháng 9 năm 2022  |
| Walters hẹn hò với Josh một số lần, nhưng anh ta biến mất và dường như ma cô sau khi họ ngủ cùng nhau. Trong khi dự đoán tin nhắn từ anh ta, cô nhận được cuộc gọi từ nhân viên tạm tha của Blonsky, Chuck Donelan, người này thông báo với cô rằng chất ức chế ngăn Blonsky biến thành Abomination đã bị hỏng và cô phải đến nhập thất thiền định để kiểm tra anh ta. Khi cô đến nơi, Man-Bull và El Águila vô tình phá hủy chiếc xe của cô, buộc cô phải ở lại đó cho đến khi nó có thể được kéo đi. Bất chấp việc rút lui thiếu internet và phủ sóng di động, Walters vẫn tiếp tục hồi hộp chờ đợi phản hồi từ Josh. Cô ấy tham dự một buổi trị liệu nhóm với Blonsky, Man-Bull, El Águila, Porcupine, Saracen và Wreckercủa Wrecking Crew, nơi cô bị thuyết phục xóa thông tin liên lạc của Josh và từ bỏ cảm xúc của mình đối với anh ta. Chuyện được tiết lộ rằng ba ngày trước đó, Josh đã bí mật sao chép nội dung trong điện thoại của Jen và lấy trộm một mẫu máu của cô, thay mặt cho "HulkKing," sau khi ngủ với cô. |                                                     |           |                                         |                      |
| 8 | "Ribbit and Rip It"                                 | Kat Coiro | Cody Ziglar                             | 6 tháng 10 năm 2022  |
| Walters nhận một vụ án mới, đại diện cho Eugene Patilio / Leap-Frog, người muốn kiện Jacobson vì đã đưa cho anh ta một bộ supersuit bị lỗi. Jacobson được đại diện bởi Matt Murdock trước tòa, và thắng kiện do Patilio vô tình tiết lộ rằng anh ta không tuân theo hướng dẫn của Jacobson để sử dụng bộ đồ. Sau đó, Patilio liên lạc với Walters để yêu cầu giúp đỡ chống lại một kẻ tấn công không rõ danh tính. Walters đến và chiến đấu với kẻ tấn công, người mà cô phát hiện ra là Murdock trong vai trò siêu anh hùng Daredevil của anh. Murdock tiết lộ với Walters rằng Patilio đã bắt cóc Jacobson, và cả hai cùng nhau giải cứu Jacobson trước khi ngủ cùng nhau. Ngày hôm sau, Walters tham dự buổi dạ tiệc Giải thưởng Luật Nam California, nơi cô nhận giải Nữ luật sư của năm, nhưng buổi dạ tiệc bị gián đoạn bởi một chương trình phát sóng Intelligencia, điều này bôi nhọ danh tiếng của Walters bằng cách chiếu cảnh cô ấy trên giường với Miller. Walters nổi cơn thịnh nộ, phá hủy sân khấu dạ tiệc và cố gắng bắt một thành viên Intelligencia gần đó, và chỉ bị bắt bởi các đặc vụ của Cục Kiểm soát Thiệt hại (DODC). |                                                     |           |                                         |                      |
| 9 | "Whose Show Is This?"                               | Kat Coiro | Jessica Gao                             | 13 tháng 10 năm 2022 |
| Walters được thả khỏi sự giam giữ của DODC, nhưng buộc phải đeo thiết bị ức chế để ngăn cô ấy biến hình, và mất việc tại GLK&H. Nikki và Pug thâm nhập vào một sự kiện Intelligencia, nơi họ biết rằng Phelps là HulkKing và Blonsky trong hình dạng Abomination đang đóng vai trò là một diễn giả truyền cảm hứng. Walters đến sự kiện và đối mặt với Phelps, người đã tự tiêm máu của mình và biến thành Hulk. Sau khi Titania và Banner bất ngờ xuất hiện trong cuộc chiến tiếp theo, Walters bối rối đã phá hủy thiết bị ức chế của cô ấy và phá vỡ bức tường thứ tư để đối đầu với các biên kịch của chương trình truyền hình trong Marvel Studios: Assembled. Cô ấy gặp K.E.V.I.N., một trí tuệ nhân tạo tuyên bố phụ trách những quyết định cốt truyện của Vũ trụ Điện ảnh Marvel, và thuyết phục nó viết lại tập cuối, và nó miễn cưỡng đồng ý. Quay trở lại chương trình của mình, cô thấy Phelps và Blonsky đã bị bắt. Trong khi ăn mừng với gia đình của cô và Murdock, Banner trở về từ Sakaar với con trai của mình là Skaar. Sau khi lấy lại được công việc và được xóa bỏ mọi cáo buộc, Walters thề sẽ tiếp tục công việc của mình với tư cách là một luật sư và một siêu anh hùng. Trong một cảnh mid-credit, Wong giúp Blonsky ra khỏi nhà tù và đưa ông đến Kamar-Taj. |                                                     |           |                                         |                      |

## Sản xuất

### Phát triển
Đến tháng 7 năm 1989, nhân vật Jennifer Walters / She-Hulk dự kiến sẽ xuất hiện trong bộ phim truyền hình The Death of the Incredible Hulk (1990). Nhân vật này cuối cùng đã không xuất hiện, và một bộ phim truyền hình được đề xuất với sự góp mặt của She-Hulk tại ABC đã bị hủy bỏ một năm sau đó. Năm 1991, một bộ phim dựa trên nhân vật này được phát triển tại New World Pictures với Larry Cohen làm đạo diễn, và Brigitte Nielsen đóng vai She-Hulk. Nielsen tham gia một buổi chụp ảnh quảng cáo, nhưng cuối cùng bộ phim đã không thành hiện thực.
Vào tháng 8 năm 2019, Marvel Studios đã thông báo tại hội nghị D23 rằng She-Hulk đang được phát triển cho dịch vụ phát trực tuyến Disney+, sẽ được đặt trong vũ trụ chung của họ là Vũ trụ Điện ảnh Marvel (MCU). Ngay sau đó, Jessica Gao được tiếp cận để quảng cáo cho bộ phim. Gao trước đó đã gặp gỡ với Marvel Studios để chào hàng cho Đại úy Marvel (2019), Góa phụ đen (2021) và Shang-Chi và huyền thoại Thập Luân (2021), điều này đã không xảy ra, và đã bày tỏ mong muốn được tiếp cận về một dự án She-Hulk tiềm năng mỗi lần. Cô là một trong những nhà sáng tạo đầu tiên đưa nhân vật vào phim trường, làm như vậy trong Góa phụ đen, điều mà giám đốc điều hành Marvel Studios Brad Winderbaum cảm thấy giống một bộ phim She-Hulk có Black Widow hơn. Gao tin rằng những lần chào hàng trước đây của cô ấy cho phép cô ấy xây dựng mối quan hệ của mình với Marvel Studios, vì vậy khi cô ấy quảng cáo cho She-Hulk , Feige và các giám đốc điều hành khác đã biết cô ấy là nhà văn nào, sự hài hước của cô ấy và "những điều kỳ quặc và cô ấy đưa vào các kịch bản của mình. Hoạt đông của cô ấy cho She-Hulk đã bao gồm Bruce Banner và Emil Blonsky / Abomination, mặc dù không chắc liệu họ có thể xuất hiện hay không; màn chào hàng của cô ấy cũng thể hiện nhiều phiên tòa của Blonsky hơn là những gì được trình chiếu trong bộ truyện.  Gao được thuê làm biên kịch chính vào tháng 11 năm 2019. 
Vào tháng 9 năm 2020, Kat Coiro được thuê để chỉ đạo các tập đầu tiên và cuối cùng cùng với bốn tập khác, và điều hành sản xuất loạt phim,  trong khi Anu Valia cũng đã tham gia với tư cách đạo diễn vào tháng 12 năm 2020. Valia cho biết cô ấy đã chỉ đạo một vài tập của loạt phim và mô tả Coiro là "nhà lãnh đạo có tầm nhìn xa" của loạt phim. Coiro cuối cùng đã đạo diễn sáu tập, với Valia chỉ đạo ba. Vào tháng 5 năm 2022, Marvel tiết lộ loạt phim sẽ có tựa đề She-Hulk: Attorney at Law. Banner có một dòng trong loạt phim, "She-Hulk attorney at law, thật tuyệt vời cho nó". Trong khi làm việc trong quá trình biên tập các tập phim, chủ tịch Marvel Studios Kevin Feige đã nghe thấy câu nói đó và cảm thấy đây sẽ là một "tiêu đề tuyệt vời cho một chương trình" và họ nên thay đổi loạt phim theo đó. Tiêu đề được thay đổi ngắn gọn thành Attorney for Hire trong tập thứ hai. 
Bộ truyện bao gồm chín tập dài 30 phút, sau khi ban đầu được thông báo là bao gồm mười tập; Feige trước đó đã nói rằng mười tập này sẽ tương đương với sáu giờ nội dung. Feige, Louis D'Esposito, Victoria Alonso và Winderbaum đóng vai trò là nhà sản xuất điều hành cùng với Coiro và Gao.
Vào tháng 2 năm 2021, Feige tuyên bố rằng một số loạt phim của họ, bao gồm She-Hulk và Moon Knight (2022), đang được phát triển với khả năng có các phần bổ sung được thực hiện, trái ngược với các loạt phim như WandaVision (2021) được phát triển dưới dạng các sự kiện hạn chế thay vào đó dẫn đến phim truyện. Coiro lặp lại điều này vào tháng 8 năm 2022, nói rằng loạt phim có thể có phần thứ hai, hoặc nhân vật có thể xuất hiện trong các bộ phim. Gao có ý tưởng và tiền đề cho những gì phần thứ hai có thể đòi hỏi, nhưng tập trung vào việc kể một câu chuyện hoàn chỉnh với phần đầu tiên. Cô hy vọng một số ý tưởng và tài liệu được cắt từ mùa đầu tiên sẽ có thể xuất hiện trong các dự án trong tương lai.

### Viết kịch bản
Francesca Gailes, Jacqueline J. Gailes, Melissa Hunter, Dana Schwartz, Kara Brown, Zeb Wells và Cody Ziglar đóng vai trò là biên kịch cho phim, nhiều người trong số họ xuất thân từ phim sitcom. Francesca Gailes cũng là người biên tập câu chuyện. Đến đầu tháng 5 năm 2020, công việc dựa trên kịch bản của bộ truyện đã kết thúc. Feige mô tả loạt phim này là một "bộ phim hài nửa giờ hợp pháp" sẽ trung thành với việc John Byrne đảm nhận vai She-Hulk trong Marvel Comics, với ngôi sao Tatiana Maslany gọi đó là "điều này thực sự vô lý tham gia một chương trình hợp pháp”. Gao nói thêm rằng She-Hulk: Attorney at Law đã "vạch ra ranh giới" khi trở thành một bộ phim sitcom trong khi vẫn tồn tại trong MCU, ví nó với loạt phim Ally McBeal, mặc dù loạt phim đó không có ảnh hưởng lớn đối với các nhà văn vì nhiều người đã không ở trong độ tuổi nhân khẩu học phù hợp để trải nghiệm bộ truyện đó khi bộ phim được phát sóng ban đầu. Gao nói rằng đó là giai điệu cân bằng "khó khăn" của loạt phim giữa các yếu tố hài hước và meta với hành động và kịch tính được mong đợi trong MCU.  Những ảnh hưởng khác là Learies Blonde (2001) và loạt phim Seinfeld và The People kiện OJ Simpson: American Crime Story. Loạt phim phỏng theo định dạng thủ tục "trường hợp trong tuần" trong khi vẫn giới thiệu một số yếu tố tuần tự góp phần vào phần mùa.
Loạt truyện tranh khác nhau có nhân vật của Stan Lee, Byrne, Dan Slott và Charles Soule được tham khảo trong Attorney at Law, với Gao "cherry-pick [ing]" các yếu tố khác nhau từ mỗi người và "fus [ing] it tất cả cùng nhau để nó thực sự cảm thấy đồng thời như một đỉnh cao, nhưng cũng hoàn toàn là điều riêng của nó". Hầu hết loạt phim dựa trên cốt truyện của cuộc chạy đua của Slott với các yếu tố từ cuộc điều hành của Byrne,  với một số yếu tố từ cuộc điều hành của Slott bao gồm công ty luật Goodman, Lieber, Kurtzburg và Holliway của Walter và việc sử dụng chúng trước - truyện tranh tồn tại như một tài liệu nghiên cứu pháp lý. 
Bộ truyện kết hợp sự tự nhận thức của Jennifer Walters và bản chất meta từ truyện tranh. Coiro nói rằng có "một số bất ngờ lớn" liên quan đến việc phá vỡ bức tường thứ tư, với Valia nói thêm rằng đó là "rất vui, rất tuyệt", và Maslany nói rằng đó là một cơ chế tốt để "mang lại cho khán giả trong "câu chuyện. Gao, Coiro và các nhà văn đã thảo luận về mức độ nên làm nổi bật tính chất meta, thảo luận về các lựa chọn chẳng hạn như cô ấy sẽ nói chuyện với máy quay, trực tiếp với khán giả, hoặc một người khác "hậu trường" hơn, và nếu có là một phần tử meta khác.  Ban đầu Walters liên tục phá vỡ bức tường thứ tư, điều mà Marvel Studios cảm thấy là quá nhiều, dẫn đến việc các nhà văn được yêu cầu thực hiện một phiên bản có ghi chú của biên tập viên, một công cụ được sử dụng trong truyện tranh để làm rõ các yếu tố câu chuyện, xuất hiện để Walters tương tác. Các ghi chú của biên tập viên cuối cùng đã bị loại bỏ vì cô ấy vừa phá vỡ bức tường thứ tư, nhưng không đến mức như dự kiến ban đầu. Màn chào hàng ban đầu của Gao cho loạt phim đã bao gồm Fleabag và Better Call Saul làm tài liệu tham khảo cho cách miêu tả Walters phá vỡ bức tường thứ tư, với Maslany tin rằng kịch bản của The Attorney at Law lấy từ "sự bất kính và khiếu hài hước" của Fleabag .
Loạt phim lấy một "ý tưởng phi thường, mang tính khái niệm cao" trở thành nền tảng trong cuộc đời của Walters, với Gao quan tâm đến việc khám phá "lát cắt nhỏ của cuộc sống" bên ngoài quy mô và hành động khổng lồ bình thường của MCU. Bao gồm cả gia đình của Walters đã giúp bộ truyện luôn "thân mật và tập trung vào" cuộc sống của cô ấy, với Gao quan tâm đến việc khám phá sự năng động của gia đình khi một Hulk tồn tại trong gia đình đó và sau đó một người thứ hai được thêm vào. Với loạt phim cũng khám phá chuyện hẹn hò với một phụ nữ hiện đại, Maslany thích thú với cuộc sống hẹn hò của Walters "căng thẳng như thế nào khi có khả năng trở thành một trong các Avengers". Việc có đa số phụ nữ trong nhân viên biên kịch cho phép họ đưa ra những quan điểm khác nhau của họ để tạo ra một "góc nhìn toàn diện về phụ nữ" trong bộ truyện và thảo luận về cảm giác trở thành một người phụ nữ và điều đó có nghĩa là gì nếu họ trở thành một siêu anh hùng công cộng. Gao giải thích rằng "rất nhiều điểm chung và rất nhiều chủ đề nổi lên [d]" mà các nhà văn đã có thể đưa vào bộ truyện. Gao xây dựng một câu chuyện mùa cho Walters 'về việc chấp nhận cuộc sống mới của cô ấy với cái tên She-Hulk. 
Attorney at Law được đặt trong "một khoảng thời gian tương đối ngắn" sau Shang-Chi và huyền thoại Thập Luân trong MCU. Gao tránh thảo luận về Blip vì các bộ phim và loạt phim khác đã "bao phủ vùng đó" và các sự kiện đã được chấp nhận và mọi người của MCU đang tiếp tục. Phần lớn các tập phim có cảnh mid-credit. Chúng bắt nguồn từ tình yêu của Gao đối với các cảnh tín dụng kết thúc, không chỉ trong MCU, vì chúng thưởng cho sự kiên nhẫn của khán giả và "giống như một món quà nhỏ đặc biệt bổ sung". Ngoài ra, nó cho phép các nhà văn đưa thêm nhiều câu chuyện cười vào các tập phim.

### Tuyển diễn viên
Mark Ruffalo, người đã đóng vai Bruce Banner / Hulk trong các bộ phim MCU, cho biết vào tháng 11 năm 2019 rằng anh ấy đã lên kế hoạch gặp Feige về việc xuất hiện trong loạt phim này. Vào tháng 3 năm 2020, Ruffalo xác nhận rằng anh đang đàm phán để quay lại vai diễn của mình trong loạt phim. Tháng 9 năm đó, Deadline Hollywood báo cáo rằng Tatiana Maslany đã được chọn vào vai chính của Walters, nhưng Maslany phủ nhận việc được chọn và nói rằng báo cáo này là "một thông cáo báo chí nằm ngoài tầm tay" và "không thực sự là một điều". The Hollywood Reporter tái xác nhận việc chọn Maslany vào tháng 11 năm 2020, và Feige đã chính thức xác nhận vào tháng sau, cùng với sự tham gia của Ruffalo và vai diễn Tim Roth trong loạt phim. Ruffalo được cho là có "một vai nhỏ" trong bộ truyện. Roth đảm nhận vai Emil Blonsky / Abomination từ The Incredible Hulk (2008). Ban đầu, Maslany do dự khi tham gia các dự án nhượng quyền thương mại hoặc quy mô lớn vì mong muốn được thực hiện trong những dự án "tập trung vào nhân vật" và có xu hướng "đảm bảo" sự hợp tác. Quyết định thử vai, Maslany rất thích kịch bản của Gao và rất phấn khích trước thử thách mà vai diễn này có thể mang lại cho cô và tin rằng nó sẽ mang lại "một chút thay đổi" trong cuộc đời cô. Sau đó, cô nói rằng cô đã "nói dối thẳng thừng" về việc từ chối việc tuyển diễn viên của mình vì cô không chắc mình được phép nói gì. 
Vào tháng 1 năm 2021, Ginger Gonzaga được chọn vào vai Nikki Ramos, bạn thân nhất của Walters, và Renée Elise Goldsberry được chọn vào tháng 4 đó là Mallory Book. Jameela Jamil được chọn vào tháng 6 năm 2021 trong vai Titania, với Josh Segarra tham gia vào tháng sau với vai Augustus "Pug" Pugliese. Vào tháng 5 năm 2022, Benedict Wong được tiết lộ sẽ trở lại MCU với vai Wong, trong khi Jon Bass được tiết lộ sẽ tham gia vào vai Todd. 
Anais Almonte tham gia dàn diễn viên vào tháng 6 năm 2021,  trong khi Nicholas Cirillo,  David Otunga ,  và Griffin Matthews được tiết lộ là một phần của dàn diễn viên vào tháng 5 năm 2022. Tháng 7 năm đó, Drew Matthews được tiết lộ để chơi Dennis Bukowski. Một tháng sau, Mark Linn-Baker được tiết lộ sẽ đóng vai Morris Walters, Brandon Stanley được tiết lộ là Eugene Patilio / Leap-Frog, Patty Guggenheim được tiết lộ là Madisynn, và Rhys Coiro, Chồng của Kat, được tiết lộ là Donny Blaze. 
Feige cũng trêu chọc sự xuất hiện của các nhân vật MCU khác khi Walters làm luật sư cho các siêu anh hùng, với Maslany xác nhận sẽ có "một số nhân vật thực sự vui nhộn" trong loạt phim mà Walters đang bào chữa hoặc chống lại trước tòa. Charlie Cox được tiết lộ là sẽ xuất hiện trong loạt phim với vai trò MCU của anh ấy là Matt Murdock / Daredevil vào tháng 7 năm 2022.

### Thiết kế
Ann Foley từng là nhà thiết kế trang phục, sau khi làm việc trong loạt phim truyền hình Marvel Television Agents of S.H.I.E.L.D. Trang phục của Daredevil tương tự như trang phục màu đỏ mà anh ấy đã mặc trong loạt phim truyền hình Netflix của Marvel, nhưng với một bảng màu cập nhật bao gồm mặt nạ màu vàng và điểm nhấn từ thiết kế truyện tranh đầu tay của nhân vật trong Daredevil #1. Marvel Studios có ý định rõ ràng về việc trang phục của anh ấy trông như thế nào cho loạt phim. Gonzaga cung cấp thông tin đầu vào cho tủ quần áo của Ramos vì cô ấy thích và am hiểu thời trang. Cô ấy nói rằng tủ quần áo của Ramos "không thể quá điên rồ" vì cô ấy làm việc trong văn phòng, nhưng có thể làm cho nó." Phần credit cuối của loạt phim theo phong cách phác thảo phòng xử án.

### Quay phim
Phim bắt đầu quay vào ngày 10 tháng 4 năm 2021, tại Los Angeles, và bắt đầu vào ngày 12 tháng 4 tại Trilith Studios ở Atlanta, Georgia, với Coiro và Valia đạo diễn các tập của loạt phim, và Florian Ballhaus và Doug Chamberlain lần lượt là nhà quay phim cho Coiro và Valia.  Bộ phim được quay với tựa đề là Libra và Clover. Việc quay phim trước đó dự kiến sẽ bắt đầu vào ngày 6 tháng 7 năm 2020, nhưng bị hoãn lại đến tháng 3 năm 2021, do đại dịch COVID-19.
Coiro đã làm việc để giữ cho chất hài của loạt phim cân bằng về mặt hình ảnh với phạm vi điện ảnh dự kiến của MCU, nói rằng, "Rõ ràng là chúng tôi đang khám phá các chủ đề và chúng tôi đang khám phá giọng điệu và chúng tôi đang khám phá những khoảnh khắc hài hước rất thường ngày, nhưng chúng tôi vẫn cần nó để cảm thấy như nó là một phần của MCU." Ban đầu Roth cảm thấy khó khăn khi trở lại với nhân vật này nhưng đã có thể tiếp cận vai diễn với sự hài hước hơn sau khi xem và bắt đầu làm việc cùng với Ruffalo. Jamil nói rằng cô ấy sẽ quay các cảnh của mình cho đến tuần ngày 15 tháng 8, và quay phim cho loạt phim được kết thúc vào ngày đó.

### Hậu kỳ
Hiệu ứng hình ảnh cho loạt phim được tạo ra bởi Digital Domain, FuseFX, Soho VFX, Trixter, Wētā FX và Wylie Co. Coiro đã thảo luận về nhân vật CGI của She-Hulk, tin rằng một số phản ứng tiêu cực ban đầu đối với nó trong tiếp thị là bởi vì "cô ấy quá khác biệt" so với các nhân vật CGI khác, vì cô ấy không có "sự ghê rợn, khắc nghiệt, [hoặc] to lớn" như những nhân vật như Thanos hay Hulk. Cô ấy nói thêm rằng các quảng cáo tập trung vào việc đạt được chi tiết trong biểu cảm khuôn mặt của She-Hulk và "sắc thái phản ứng" của cô ấy, và ghi nhận Alonso vì "con mắt đáng kinh ngạc" của cô ấy trong việc giúp thiết kế nhân vật. Ngoài ra, nhóm sáng tạo tập trung vào sức mạnh hơn thẩm mỹ, nghiên cứu các vận động viên cơ bắp và phụ nữ hơn là vận động viên thể hình. Coiro giải thích, "Vì vậy, cô ấy không có vóc dáng của một vận động viên thể hình, nhưng cô ấy hoàn toàn có một vóc dáng rất mạnh mẽ, có thể biện minh cho những hành động mà cô ấy làm trong chương trình. Tôi nghĩ mọi người mong đợi một vận động viên thể hình và vì cô ấy có những cơ bắp to lớn. nhưng cô ấy trông giống vận động viên Olympic hơn. " 
Gao lưu ý rằng, mặc dù Feige khuyến khích cô ấy và các nhà biên kịch nên giới thiệu She-Hulk nhiều nhất có thể trong loạt phim, nhưng khi bắt đầu quay, người ta đã yêu cầu một số cảnh có She-Hulk được chuyển thành cảnh có Walters. Cô ấy nói thêm rằng "rất nhiều thứ... đã phải thay đổi vào phút cuối" vì sự thay đổi này, và ngay cả khi đang chỉnh sửa các tập phim, một số cảnh quay có sự góp mặt của She-Hulk đã bị cắt do hạn chế về kinh phí.

### Âm nhạc
Amie Doherty được tiết lộ là sẽ soạn nhạc cho loạt phim vào tháng 7 năm 2022.  Chủ đề chính của loạt phim được phát hành dưới dạng đĩa đơn cùng tên bởi Marvel Music Hollywood Records vào ngày 18 tháng 8.

## Tiếp thị
Đoạn phim đầu tiên của loạt phim ra mắt trên Disney+ Day vào ngày 12 tháng 11 năm 2021. Đoạn teaser kết thúc với cảnh Walters nói với khán giả, "Đừng làm tôi tức giận; bạn sẽ không thích tôi khi tôi tức giận" cùng với Ruffalo trong vai Banner, là sự tôn kính đối với một tập của loạt phim truyền hình hành động trực tiếp những năm 1970 The Incredible Hulk, trong đó Bill Bixby, người đóng vai David Banner, nói lời thoại; Ruffalo có tư thế và trang phục tương tự như Bixby. Feige và Maslany ra mắt đoạn giới thiệu cho loạt phim vào ngày 17 tháng 5 năm 2022, tại buổi giới thiệu trước của Disney. Đoạn giới thiệu bị chỉ trích vì CGI của nó, với nhiều người hâm mộ trực tuyến bày tỏ sự thất vọng của họ. Mặc dù vậy, Charles Pulliam-Moore của The Verge gọi nó là "chỉ đơn giản là đập vỡ" và nhấn mạnh CGI của đoạn giới thiệu, nói thêm rằng "chương trình rõ ràng sẽ là của Jennifer khi cô ấy dấn thân vào con đường trở thành chủ nghĩa anh hùng của riêng mình". Zachariah Kelly của Gizmodo Australia cảm thấy đoạn giới thiệu "không gây thất vọng chút nào", gọi cảnh She-Hulk nâng niu "buổi hẹn hò trên Tinder của cô ấy như một đứa trẻ ... hoàn toàn vui nhộn", và trước tiên thích có thêm bối cảnh cho các đoạn phim. được thấy trong cảnh phim Disney+ Day. Trong khi đó, Richard Trenholm và Joan E. Solsman từ CNET mô tả đoạn giới thiệu là "vui nhộn" và viết rằng " Stephen Lambrechts của TechRadar trong khi đó lại cho rằng đoạn giới thiệu trung thành với các đoạn phim truyện tranh của nhân vật, mặc dù ông thừa nhận những lời chỉ trích xung quanh việc sử dụng CGI. Đoạn giới thiệu được xem 78 triệu lần trong 24 giờ sau khi được phát hành, đây là lượt xem nhiều thứ hai cho một đoạn giới thiệu MCU Disney + trong khung thời gian 24 giờ, chỉ sau The Falcon và Winter Soldier 's Super Trailer Bowl LV. 
Loạt phim đã được quảng bá tại San Diego Comic-Con 2022 với Coiro, Valia, Gao, Maslany, Gonzaga và Jamil cùng với việc phát hành đoạn giới thiệu thứ hai. Andrew Webster của The Verge cảm thấy đoạn giới thiệu có "giai điệu vui vẻ hơn [một] đầu tiên, ... [với] một số bộ phim pháp lý". Edidiong Mboho của Collider nói rằng đoạn giới thiệu đã thiết lập "giai điệu hài hước xen lẫn sử thi" của bộ truyện. Jacob Sarkisian của Digital Spy nhận thấy bức tường thứ tư của She-Hulk đã phá vỡ "đặc điểm bắt mắt của đoạn giới thiệu". Một áp phích cũng được phát hành tại Comic-Con có đường dây nóng, nếu được gọi, có một thông điệp được ghi âm trước từ Walters mô tả các dịch vụ mà công ty luật của cô ấy cung cấp cho các cá nhân siêu năng lực.

## Phát hành
She-Hulk: Attorney at Law đã tổ chức buổi ra mắt thế giới tại Nhà hát El Capitan ở Los Angeles vào ngày 15 tháng 8 năm 2022. She-Hulk: Attorney at Law ra mắt trên Disney+ vào ngày 18 tháng 8 năm 2022, bao gồm 9 tập phim, kết thúc vào ngày 12 tháng 10. Ban đầu nó được lên kế hoạch ra mắt vào thứ Tư, ngày 17 tháng 8 với các bản phát hành hàng tuần vào thứ Tư, trước khi chuyển sang phát hành hàng tuần vào thứ Năm. Đây là loạt phim cuối cùng trong Giai đoạn Bốn MCU.

## Đón nhận
Trang web tổng hợp đánh giá Rotten Tomatoes báo cáo đánh giá phê duyệt 88% với điểm đánh giá trung bình là 7.50 / 10, dựa trên 399 bài đánh giá. Metacritic, sử dụng mức trung bình có trọng số, đã chỉ định cho bộ truyện số điểm 67/100 dựa trên 26 nhà phê bình, cho thấy "các bài đánh giá thường có lợi".
Bốn tập đầu tiên của loạt phim đã được các nhà phê bình đánh giá.  Daniel Fienberg tại The Hollywood Reporter gọi những tập phim này là "rộng rãi, tươi sáng và háo hức phục vụ khán giả bằng cái nháy mắt và cú huých" mặc dù thiếu "cổ phần hoặc một phong cách đặc biệt". Anh ấy cảm thấy cách viết của bộ truyện dành cho các nhân vật đã từng thấy trong những tình huống kịch tính hơn, và những quả trứng Phục sinh và khách mời sẽ gây chia rẽ với người xem. Viết cho Rolling Stone, Alan Sepinwall cho biết việc cố gắng trở thành một loạt phim hài dài nửa tiếng đã tạo ra kết quả "hỗn hợp nhưng chủ yếu là tích cực", nhưng tin rằng loạt phim này khó phân biệt bản thân trong MCU hơn so với loạt truyện tranh về nhân vật vì MCU đã có tông giọng nhẹ hơn so với các truyện tranh khác được xuất bản xung quanh cuộc chạy của She-Hulk, điều này làm cho sự tương phản với truyện tranh của cô ấy rõ ràng hơn. Ông cũng lưu ý rằng MCU "ít dân cư hơn đáng kể" liên quan đến các nhân vật có thể được giới thiệu, với Slott có một "hộp đồ chơi khổng lồ" trong truyện tranh để giới thiệu một loạt các nhân vật. Sepinwall cho biết sự hài hước của Attorney at Law "nhẹ nhàng hơn những gì bạn thấy trong các bộ phim MCU quá lố bịch như Thor: Ragnarok hay Guardians of the Galaxy" và không trở nên hài hước nhất quán cho đến tập thứ tư. 
Joelle Monique tại TheWrap gọi loạt phim này là "một sự phá vỡ thú vị khỏi sự vui nhộn của một gia đình đáng yêu và nội tâm anh hùng mãnh liệt" của loạt phim Marvel Studios trên Disney+ trước đó, ca ngợi màn trình diễn của Maslany và lưu ý rằng đây là "vô cùng bổ ích với tư cách là một người hâm mộ lâu năm của loạt phim" như cũng như những người thưởng thức phim truyền hình hợp pháp. Richard Roeper từ Chicago Sun-Times đã cho các tập phim 3 trên 4 sao, ca ngợi Maslany và tin rằng She-Hulk: Attorney at Law "những vở kịch như ở thế kỷ 21 trong một chương trình truyền hình những năm 1980" và cảm thấy như "một trong những những chương trình kiểu 'khách mời hàng tuần' đó, với những cảnh chiến đấu vô cớ nhưng đầy tính giải trí xen lẫn giữa những trò hề trong phòng xử án và những màn kịch hài hước". Charles Pulliam-Moore của The Verge cho biết loạt phim này là một "vòng quay mới mẻ một cách đáng ngạc nhiên" trong loạt phim Marvel Studios Disney+, một điều mà tôi cảm thấy "giống như tiền thân của một cái gì đó mới nhưng rất quen thuộc". Arezou Amin của Collider cho bốn tập đầu tiên là "A–", nói rằng chúng là một "chuyến đi thú vị" và hy vọng năm tập cuối cùng sẽ hấp dẫn như nhau. 
Caroline Framke của Variety cho biết trong bài đánh giá của cô ấy rằng loạt phim này "đủ quyến rũ khi nó bật ra từ hijink này đến hijink khác, đặc biệt là trong bàn tay tài năng của Maslany. đồng nghiệp và cố gắng truyền tải câu chuyện của Jen với năng lượng #girlboss đã hẹn hò, She-Hulk cũng đại diện cho một hành động cân bằng không ổn định, cần nhiều thời gian hơn là nó có thể phải tự giải quyết. "Cô ấy cũng lưu ý rằng Walters có thể kiểm soát She-Hulk nhiều hơn Banner với Hulk vì trải nghiệm hàng ngày của cô ấy có một người phụ nữ giữ. cảm xúc của cô ấy là "một cách hiệu quả không thể phủ nhận để làm cho trải nghiệm She-Hulk rõ rệt, khác khẩn cấp so với" của Hulk. Framke cũng gọi cách tiếp cận của câu chuyện đối với công việc và cuộc sống hẹn hò của Walters, cũng như trang phục của loạt phim, "là một số bước lỗi thời", và mong muốn có một cách tiếp cận sáng tạo hơn để phá vỡ bức tường thứ tư, điều đó đã trở nên phổ biến hơn trên các phương tiện truyền thông kể từ khi Byrne giới thiệu nó với nhân vật trong truyện tranh vào những năm 1980. Mang đến cho bộ truyện 2,5 sao. của 4, Kelly Lawler của USA Today cho biết She-Hulk: Attorney at Law "rất gần để trở thành một chương trình tuyệt vời, nhưng không hoàn toàn cam kết với bất kỳ chương trình nào trong số ba hoặc bốn chương trình khác nhau mà nó đang cố gắng", mong muốn nó cam kết tốt hơn với bộ phim hài pháp luật , với việc phá vỡ bức tường thứ tư nhiều hơn và các cuộc kiểm tra của những người bình thường trong MCU. Mặc dù vậy, Lawler cảm thấy Walters là "một nhân vật chính rất hấp dẫn", với lời khen ngợi cũng dành cho Maslany, và bộ truyện có "một số hài hước được đặt đúng chỗ", tin rằng nếu Attorney at Law "tập trung vào thế mạnh của mình, nó có thể là một bộ phim thực sự độc đáo, thú vị" trong MCU. Kirsten Howard từ Den of Geek rất thích khi các nhân vật phụ nữ được miêu tả là "thông minh, mạnh mẽ, và làm nũng", nhưng, giống như Framke, nói thêm rằng đó là "một câu chuyện khá thuộc lòng" có cảm giác "bị coi là địa ngục, [và] nói lên mức độ kém xa của MCU là với việc đại diện cho nữ siêu anh hùng rằng nó cảm thấy cần phải bắt kịp một cách lười biếng và sáo rỗng như vậy". Họ cũng cảm thấy các tập phim thứ hai, thứ ba và thứ tư "quá mượt mà [và] quá hackneyed", chỉ trích yếu tố hài, thủ tục và việc phá vỡ bức tường thứ tư không thường xuyên khiến kết thúc là "chói tai". 
Phản ứng đối với CGI của loạt phim là hỗn hợp, với một số người đánh giá cảm thấy đó là một sự cải tiến so với những gì được giới thiệu trong đoạn giới thiệu,  trong khi những người khác gọi nó là phân tâm và đi vào kỳ lạ thung lũng. Một số chỉ trích nó, nhưng tin rằng nó không làm giảm sút bộ truyện,  với Howard nói rằng một số CGI trong các tập sau nghiêng về "Lãnh thổ Polar Express". Howard cũng cảm thấy việc có một hình mẫu nhân vật She-Hulk hiện thực hóa hoàn toàn so với hình mẫu Hulk sẽ là "một tuyên bố khá mạnh mẽ".

## Tương lai
She-Hulk sẽ góp mặt vào các phim khác thuộc MCU, theo thông báo của Kevin Feige vào tháng 11 năm 2019.